# Мерхег, Сами
Сами Джуниор Мерхег Энсисо (исп. Samy Jr. Merheg Enciso; род. 6 декабря 2006 или 1 апреля 2006) — колумбийский футболист, нападающий клуба «Депортиво Перейра».

## Клубная карьера
Мерхег — воспитанник клуба «Депортиво Перейра». 27 февраля 2024 года в матче против «Индепендьенте Санта-Фе» он дебютировал в Кубке Мустанга.